# Melker Schörling

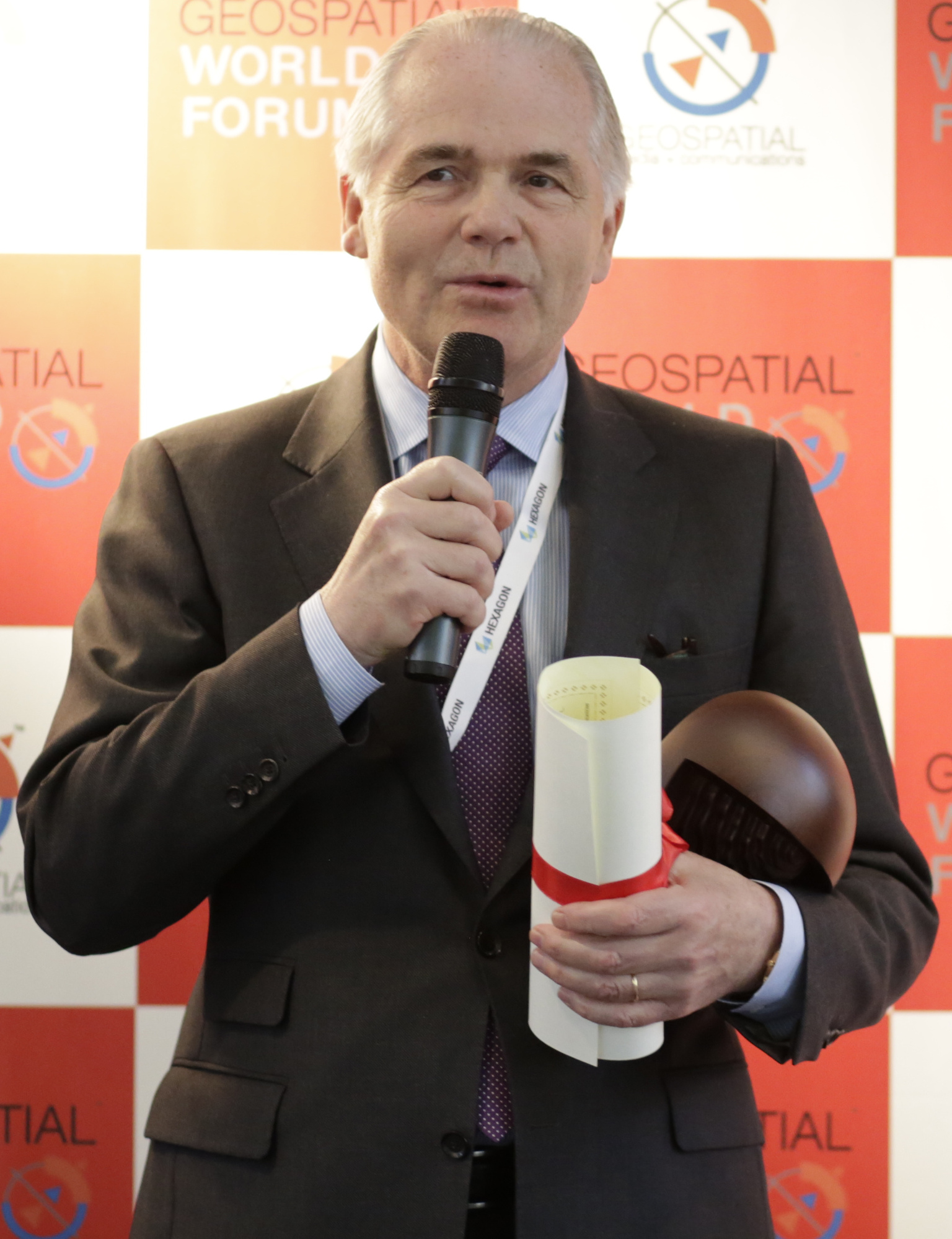
Melker Schörling, 2013

Melker Schörling (* 15. Mai 1947; † 10. Dezember 2023) war ein schwedischer Unternehmer.

## Leben
Schörling wurde in eine Bauernfamilie geboren und wuchs in Götlunda bei Arboga auf. Er studierte an der Handelshochschule Göteborg und der Universität Göteborg. Er leitete bis 2017 das von ihm 1987 gegründete schwedische Investmentunternehmen Melker Schörling AB.
Gemeinsam mit dem schwedischen Unternehmer Gustaf Douglas kontrollierte er das Unternehmen Securitas AB. Er war Großaktionär des schwedischen Messtechnik- und Softwarekonzerns Hexagon AB, dessen langjähriger Verwaltungsratschef er war. Nach Angaben des US-amerikanischen Forbes Magazin gehörte Schörling zu den reichsten Schweden. Schörling war verheiratet, hatte zwei Kinder und wohnte zuletzt in Stockholm.
Melker Schörling starb am 10. Dezember 2023 im Alter von 76 Jahren.